# Ermanno Pignatti
Ermanno Pignatti (ur. 8 sierpnia 1921 w Modenie, zm. 31 października 1995 w Rzymie) – włoski sztangista.
Na Igrzyskach Olimpijskich w Melbourne w 1956 zdobył brązowy medal w wadze średniej. Do jego osiągnięć należy również sześć medali mistrzostw Europy: złoty (1951), srebrny (1954) i cztery brązowe (1950, 1952, 1953, 1958).